# Список глав государств в 1076 году
Список глав государств в 1075 году — 1076 год — Список глав государств в 1077 году — Список глав государств по годам

## Азия
- Аббасидский халифат — Аль-Муктади Биамриллах, халиф (1075 — 1094)
- Анатолийские бейлики —
  - Данишмендиды — Данишменд Гази, эмир (1071 — 1104)
  - Менгджуки (Менгучегиды) — Мангучак Гази, бей (1072 — 1090)
  - Салтукиды — Салтук I, эмир (1072 — 1102)
- Армения —
  - Сюникское царство — Сенекерим, царь (1072 — 1096)
  - Ташир-Дзорагетское царство — Кюрике (Гурген) II, царь (1048 — 1089)
- Восточно-Караханидское ханство — Харун II Богра-хан, хан (1075 — 1102)
- Газневидское государство — Ибрахим, султан (1059 — 1099)
- Грузинское царство — Георгий II, царь (1072 — 1089)
- Гуриды — Мухаммад ибн Аббас, малик (1060 — 1080)
- Дайвьет — Ли Нян Тонг, император[англ.] (1072 — 1127)
- Дали — Дуань Ляньи, король (1075 — 1080)
- Западно-Караханидское ханство — Шамс аль мульк, хан (1068 — 1080)
- Западное Ся — Хуэйзун (Ли Бинчан), император (1067 — 1086)
- Индия —
  - Венги (Восточные Чалукья) — 
    - Раджендра Кулоттунга I, махараджа (1061 — 1076)
    - Шантиварма, махараджа (1076 — 1094)

  - Западные Чалукья[англ.] — Бхуванакамалла Сомешвара II, махараджа (1068 — 1077)
  - Калачури[нем.] — Ясахкарна, раджа[нем.] (1072 — 1125)
  - Качари[англ.] — Корпоордхвай, царь[англ.] (ок. 1070 — ок. 1100)
  - Кашмир (Лохара) — Калаша, царь[англ.] (1063 — 1089)
  - Одиша (Орисса) — Янмежайя II, махараджа[англ.] (1065 — 1080)
  - Пала — Шурапала II, царь (1075 — 1077)
  - Парамара[англ.] — Удаядитья, махараджа[англ.] (1068/1069 — 1087)
  - Сена — Хеманта Сена, раджа (1070 — 1096)
  - Соланки — Карнадева I, раджа (1063 — 1093)
  - Хойсала — Винаядитья, перманади (1047 — 1098)
  - Чандела — Киртиварман, раджа (1060 — 1100)
  - Чера — Рави Варман III, махараджа (1043 — 1082)
  - Чола — Раджендра Кулоттунга I, махараджа (1070 — 1120)
  - Ядавы (Сеунадеша) — Сеуначандра II, махараджа (1060 — 1085)
- Иран —
  -  Баванди — Шахрияр IV, испахбад (1074 — 1114)
- Йемен —
  - Наджахиды — Саид бин Наджах, амир (ок. 1060 — 1088)
  -  Сулайхиды — Аль-Мукаррам Ахмад, эмир (ок. 1067 — 1086)
- Китай (Империя Сун) — Шэнь-цзун (Чжао Сюй), император (1067 — 1085)
- Кхмерская империя (Камбуджадеша) — Харшаварман III, император (1066 — 1080)
- Кахетия — Агсартан I, царь[англ.] (1058 — 1084)
- Корея (Корё)  — Мунджон, ван (1046 — 1083)
- Лемро — Мин Билу, царь[англ.] (1075 — 1078)
- Ляо — Дао-цзун, император (1055 — 1101)
- Марваниды — Низам ал-Даула Наср, эмир (1061 — 1079)
- Паган — Аноратха, царь[англ.] (1044 — 1078)
- Полоннарува — Вийябаху I, царь (1056 — 1110)
- Сельджукская империя — Мелик-шах I, великий султан (1072 — 1092)
  - Дамасский эмират — Абак аль-Хваразми, эмир[англ.] (1076 — 1079)
  - Керманский султанат — Султан-шах, султан (1074 — 1085)
- Сунда — Ланглангбхуми, махараджа (1064 — 1154)
- Тбилисский эмират — Фалдун, эмир (1068 — 1080)
- Тямпа — Хариварман IV, князь (1074 — 1080)
- Шеддадиды (Гянджинский эмират) — 
  - Манучихр ибн Шавур I, эмир (Ани) (1072 — 1118)
  - Фадл III ибн Фадл, эмир (Гянджа) (1073 — 1088/1089)
- Ширван — Фарибурз I ибн Саллар, ширваншах (1063 — 1096)
- Япония — Сиракава, император (1073 — 1087)

## Африка
- Альморавиды — 
  - Абу Бакр, имам (ок. 1059 — 1087)
  - Юсуф ибн Ташфин, имам (1061 — 1086)
- Гана — 
  - Менин, царь (1062 — 1076)
  - под властью Альморавидов до 1087 года
- Гао — Тиб, дья (ок. 1070 — ок. 1080)
- Зириды — Тамим Абу Йахья ибн аль-Муизз, эмир (1062 — 1108)
- Канем — Арки, маи (1035 — 1077)
- Килва — Али ибн Давуд I, султан (ок. 1023 — ок. 1083)
- Макурия — Георгий III, царь (ок. 1030 — ок. 1080)
- Нри[англ.] — Ификуаним, эзе[англ.] (ок. 1043 — ок. 1089)
- Фатимидский халифат — Маад аль-Мустансир Биллах, халиф (1036 — 1094)
- Хаммадиды — Насир ибн Альнас, султан (1062 — 1088)
- Эфиопия — Йемрехана Крест, император (1039 — 1079)

## Европа
- Англия — Вильгельм I Завоеватель, король (1066 — 1087)
- Венгрия — Геза I, король (1074 — 1077)
- Венецианская республика — Доменико Сельво, дож (1071 — 1084)
- Византийская империя — Михаил VII Дука, император (1071 — 1078)
- Дания — Харальд III, король (1074 — 1080)
- Ирландия — Тойрделбах Уа Бриайн, верховный король (1072 — 1086)
  - Айлех — Аэд мак Нейлл, король (1068 — 1083)
  - Дублин — Муйрхертах Уа Бриайн, король (1075 — 1086)
  - Коннахт — Аэд V, король (1067 — 1087)
  - Лейнстер — Доннхад III, король (1075 — 1089)
  - Миде — Маэл Сехнайлл Бан мак Конхобайр Сехлайнн, король (1073 — 1087)
  - Мунстер — Тойрделбах Уа Бриайн, король (1064 — 1086)
  - Ольстер — Донн Слейбе мак Эохада, король (1071 — 1078)
- Испания —
  - Альбаррасин (тайфа) — Абу Марван Абд аль-Малик ибн Расин, эмир (1045 — 1103)
  - Альмерия (тайфа) — Альмотасин, эмир (1052 — 1091)
  - Ампурьяс — Понс I, граф (1040 — ок. 1078)
  - Арагон — Санчо I, король (1063 — 1094)
  - Бадахос (тайфа) — Умар ибн Мухаммад аль-Мутаваккил, эмир (1073/1079 — 1094)
  - Барселона — 
    - Рамон Беренгер I Старый, граф (1035 — 1076)
    - Рамон Беренгер II, граф (1076 — 1082)
    - Беренгер Рамон II, граф (1076 — 1097)

  - Бесалу — Бернардо II, граф (1066 — 1085)
  - Валенсия (тайфа) — Абу Бакр, эмир (1075 — 1085)
  - Гранада (тайфа) — Абдаллах бен Булуггин, эмир (1073 — 1090)
  - Дения (тайфа) — 
    - Али Икбал ад-Давла, эмир (1045 — 1076)
    - в 1076 году завоевана тайфой Сарагоса

  - Кастилия и Леон — Альфонсо VI Храбрый, король (1072 — 1109)
  - Конфлан и Серданья — Гильом I Рамон, граф (1068 — 1095)
  - Майорка (тайфа) — Ибн Аглаб аль-Муртад, эмир (1076 — 1093)
  - Наварра — 
    - Санчо IV, король (1054 — 1076)
    - Санчо V (Санчо I Арагонский), король (1076 — 1094)

  - Пальярс Верхний — Артау (Артальдо) I, граф (ок. 1049 — 1081)
  - Пальярс Нижний — Рамон IV (V), граф (ок. 1047 — ок. 1098)
  - Сарагоса (тайфа) — Ахмад I ал-Муктадир, эмир (1046 — 1081)
  - Севилья (тайфа) — Аль-Мутамид ибн Аббад, эмир (1069 — 1091)
  - Толедо (тайфа) — Яхъя II аль Кадир, эмир (1075 — 1080, 1081 — 1085)
  - Урхель — Эрменгол IV, граф (1065 — 1092)
- Италия —
  - Аверса — Ричард I, граф (1049 — 1078)
  - Апулия и Калабрия — Роберт Гвискар, герцог (1059 — 1085)
  - Беневенто — Ландульф VI, князь (1059 — 1077)
  - Гаэта — Готфрид Ридель, герцог[англ.] (1067 — 1084)
  - Капуя — Ричард I, князь (1058 — 1078)
  - Неаполь — Сергий V, герцог (1042 — 1082)
  - Салерно — Гизульф II, князь (1052 — 1077)
  - Сицилия — Рожер I, великий граф (1072 — 1101)
- Киевская Русь (Древнерусское государство) — 
  - Святослав Ярославич, великий князь Киевский (1073 — 1076)
  - Всеволод Ярославич, великий князь Киевский (1076 — 1077, 1078 — 1093)
  -  Волынское княжество — Олег Святославич, князь (1073 — 1078)
  -  Муромское княжество — Давыд Святославич, князь (1076 — 1093)
  -  Новгородское княжество — без князя (1074 — 1077)
  -  Переяславское княжество — Давыд Святославич, князь (1073 — 1076)
  -  Полоцкое княжество — Всеслав Брячиславич, князь (1044 — 1068, 1071 — 1101)
  -  Смоленское княжество — Владимир Всеволодович Мономах, князь (1073 — 1078)
  -  Тмутараканское княжество — Роман Святославич, князь (1069 — 1079)
  -  Черниговское княжество — Всеволод Ярославич, князь (1073 — 1078)
- Норвегия — Олав III Тихий, король (1067 — 1093)
- Папская область — Григорий VII, папа римский (1073 — 1085)
- Польша — Болеслав II Смелый, король (1076 — 1079)
- Померания — Святобор, князь (ок. 1060 — 1106)
- Священная Римская империя — Генрих IV, король Германии (1056 — 1084)
  - Австрийская (Восточная) марка — Леопольд II Красивый, маркграф (1075 — 1095)
  - Бавария — Вельф I, герцог (1070 — 1077, 1096 — 1101)
  - Бар — София, графиня (1033 — 1093)
  - Верхняя Лотарингия — Тьерри II Храбрый, герцог (1070 — 1115)
  - Голландия — Дирк V, граф (1061 — 1091)
  - Каринтия — 
    - Макварт, герцог (1073 — 1076)
    - Луитпольд, герцог (1076 — 1090)

  - Лувен — Генрих II, граф (1062 — 1078)
  - Лужицкая (Саксонская Восточная) марка — Вратислав Чешский, маркграф (1076 — 1081)
  - Люксембург — Конрад I, граф (1059 — 1086)
  - Мейсенская марка — 
    - Экберт II, маркграф (1068 — 1076, 1076 — 1089)
    - Вратислав Чешский, маркграф (1076)

  - Монбельяр — Тьерри I, граф (ок. 1073 — 1105)
  - Монферрат — Оттоне II, маркграф (1044 — 1084)
  - Намюр — Альберт III, граф (ок. 1063 — 1102)
  - Нижняя Лотарингия — 
    - Готфрид III Горбатый, герцог (1069 — 1076)
    - Конрад II, герцог (1076 — 1087)

  - Прованс —
    - Бертран II, граф (ок. 1062 — ок. 1093)
    - Бертран I, граф (1063 — 1081)

  - Рейнский Пфальц — Герман II, пфальцграф (1060 — 1085)
  - Савойя — Пьер I, граф (1060 —  1078)
  - Саксония — Магнус, герцог (1072 — 1106)
  - Северная марка — Лотарь Удо II, маркграф (1057 — 1082)
  - Сполето — 
    - Готфрид II Горбатый, герцог (1069 — 1076)
    - Матильда Тосканская, герцогиня (1076 — 1082, 1086 — 1093)

  - Тосканская марка — 
    - Готфрид II Горбатый, маркграф (1069 — 1076)
    - Матильда Тосканская, маркграфиня (1076 — 1115)

  - Чехия — Вратислав II, князь (1061 — 1086)
    - Брненское княжество — Конрад I, князь (1061 — 1092)
    - Оломоуцкое княжество — Ота I, князь (1061 — 1087)

  - Швабия — Рудольф, герцог (1057 — 1079)
  - Штирия (Карантанская марка) — Адальберо II, маркграф (1064 — 1082)
  - Эно (Геннегау) — Бодуэн II, граф (1071 — 1098)
- Сербия —
  - Дукля — Михайло Воиславлевич, жупан (1052 — 1077)
  - Рашка — Петрислав, князь (ок. 1060 — 1083)
- Уэльс —
  - Гвинед — Трахайарн ап Карадог, король (1075 — 1081)
  - Гливисинг (Морганнуг) — Карадог ап Грифид, король (1074 — 1081)
  - Дехейбарт — Рис ап Оуэн, король (1072 — 1078)
  - Поуис — 
    - Иорверт ап Бледин, король (1075 — 1103, 1110 — 1111)
    - Кадуган ап Бледин, король (1075 — 1113)
    - Маредид ап Бледин, король (1075 — 1102, 1116 — 1132)
- Франция — Филипп I, король (1060 — 1108)
  - Аквитания — Гильом VIII, герцог (1058 — 1086)
    - Арманьяк — Жеро II, граф (1061 — 1103)
    - Фезансак — Эмери II, граф (ок. 1064 — 1103)

  - Ангулем — Фульк I, граф (1048 — 1087)
  - Анжу — Фульк IV Решен, граф (1068 — 1109)
  - Блуа — Тибо III, граф (1037 — 1089)
  - Бретань — Хоэль II, герцог (1066 — 1084)
    - Нант — Хоэль II, граф (1063 — 1084)
    - Ренн — Жоффруа, граф (1066 — 1084)

  - Булонь — Евстахий II, граф (1047 — 1088)
  - Бургундия (герцогство) — 
    - Роберт I, герцог (1032 — 1076)
    - Гуго I, герцог (1076 — 1079)

  - Бургундия (графство) — Гильом I Великий, пфальцграф (1057 — 1087)
  - Вермандуа — Герберт IV, граф (1045 — 1080)
  - Макон — Ги II, граф (1065 — 1078)
  - Мо и Труа — Тибо I (Тибо III де Блуа), граф (1066 — 1089)
  - Мэн — Гуго V, граф (1069 — 1096)
  - Невер — Гильом I, граф (1040 — 1083)
  - Нормандия — Вильгельм I Завоеватель, герцог (1035 — 1087)
  - Овернь — Роберт II, граф (ок. 1064 — ок. 1096)
  - Руссильон — Гислаберт II, граф (1074 — 1102)
  - Тулуза — Гильом IV, граф (1060 — 1094)
  - Фландрия — Роберт I, граф (1071 — 1093)
  - Фуа — Роже II, граф (1071 — 1124)
  - Шалон — Гуго II, граф (1065 — 1079)
- Хорватия — Дмитар Звонимир, король (1075 — 1089)
- Швеция — Хокан Рыжий, король (ок. 1075 — 1079)
- Шотландия — Малькольм III, король (1058 — 1093)

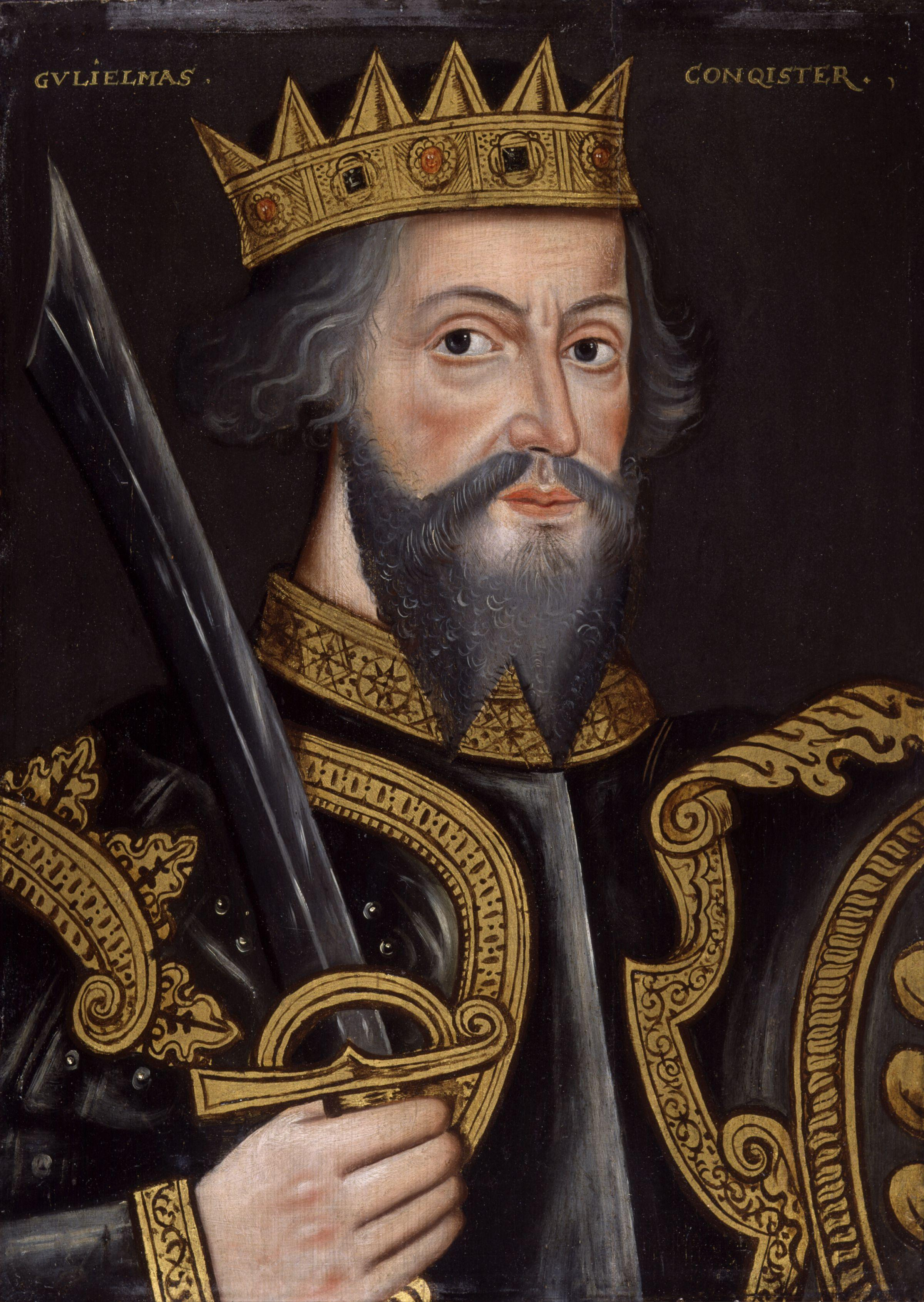
Вильгельм II (Завоеватель) 1066-1087 Король Англии
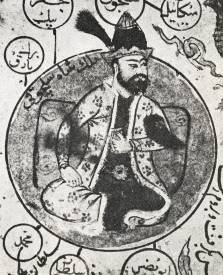
Мелик-Шах I 1072-1092 Султан сельджуков
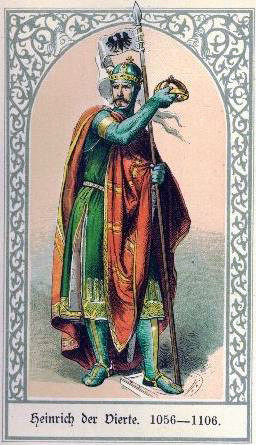
Генрих IV 1056-1084 Король Германии
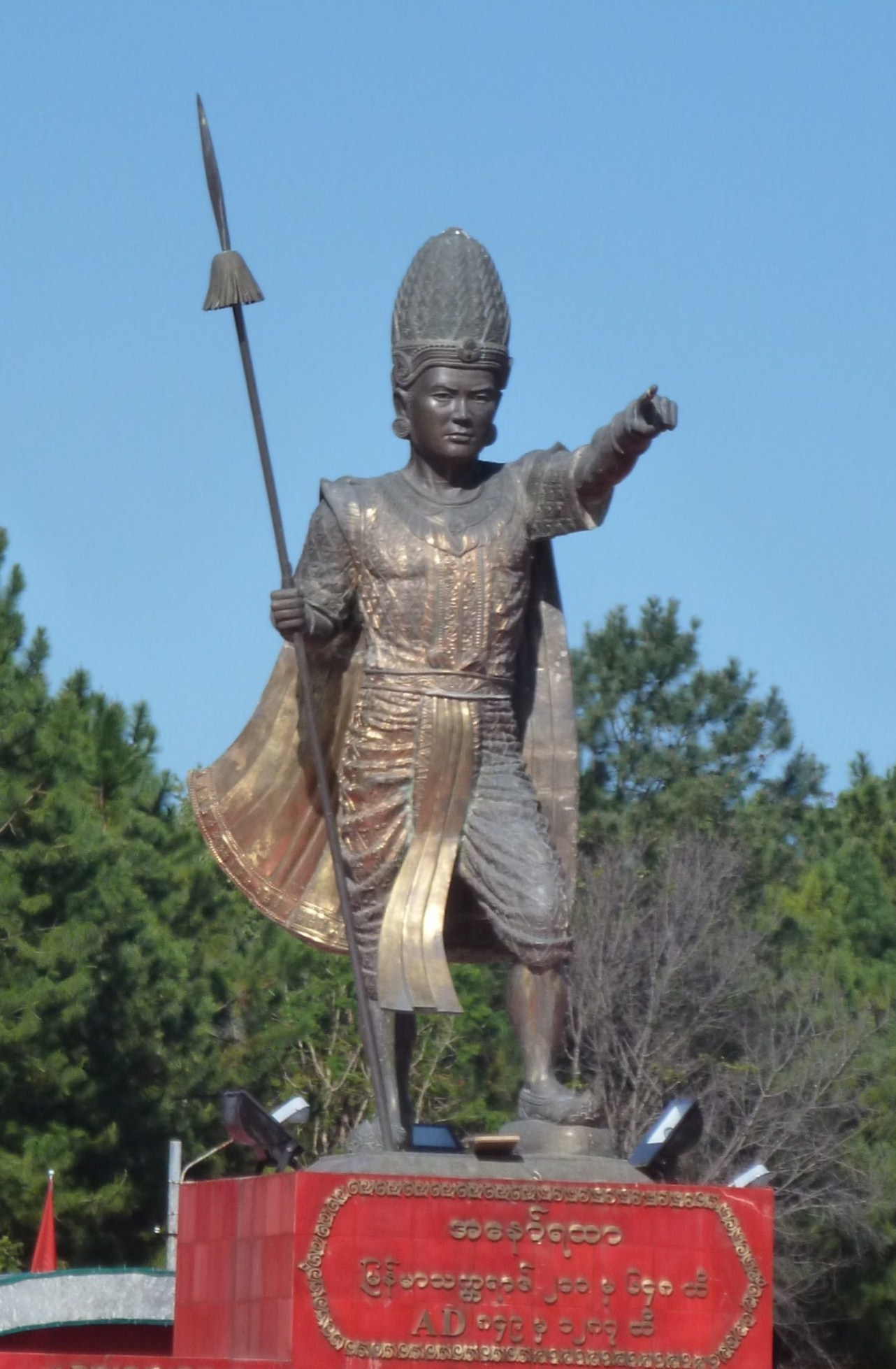
Аноратха 1044-1078 Царь Пагана
Филипп I 1060-1108 Король Франции
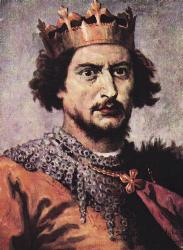
Болеслав II Смелый 1076-1079 Король Польши
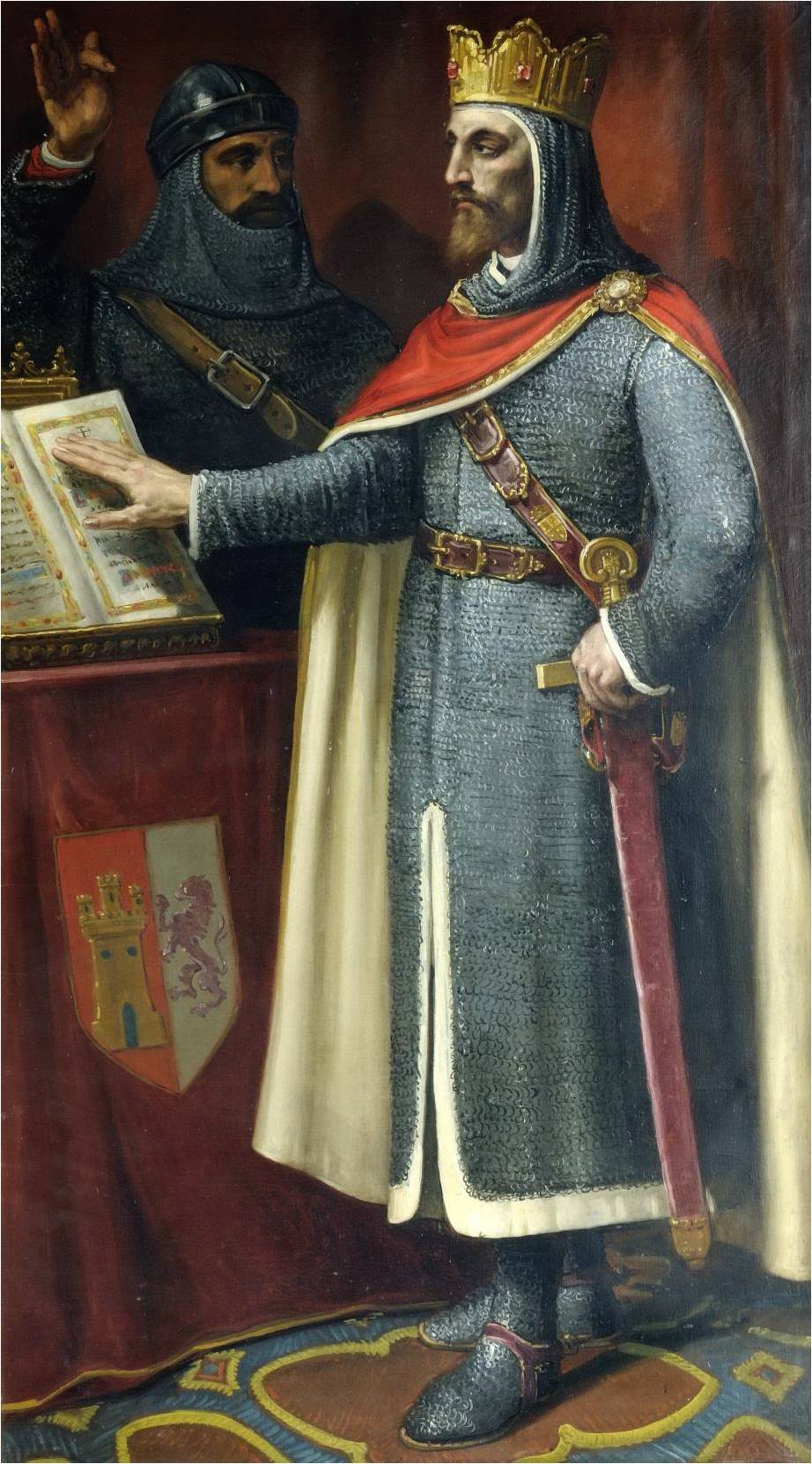
Альфонсо VI 1072-1109 Король Кастилии и Леона
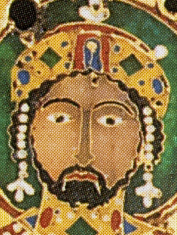
Михаил VII Дука 1071-1078 Император Византии
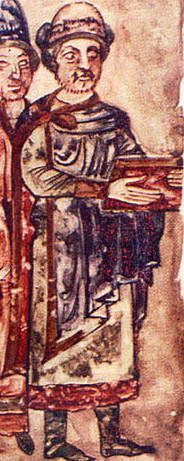
Святослав Ярославич 1073-1076 Великий князь Киевский
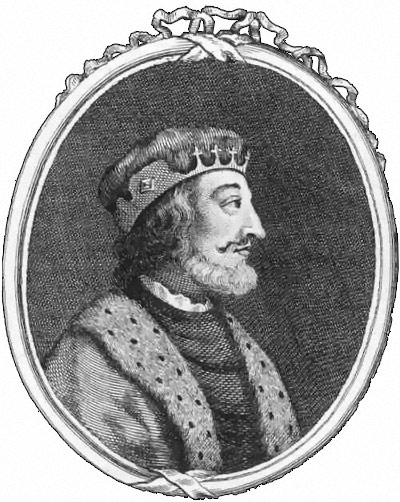
Малкольм III 1058-1093 Король Шотландии
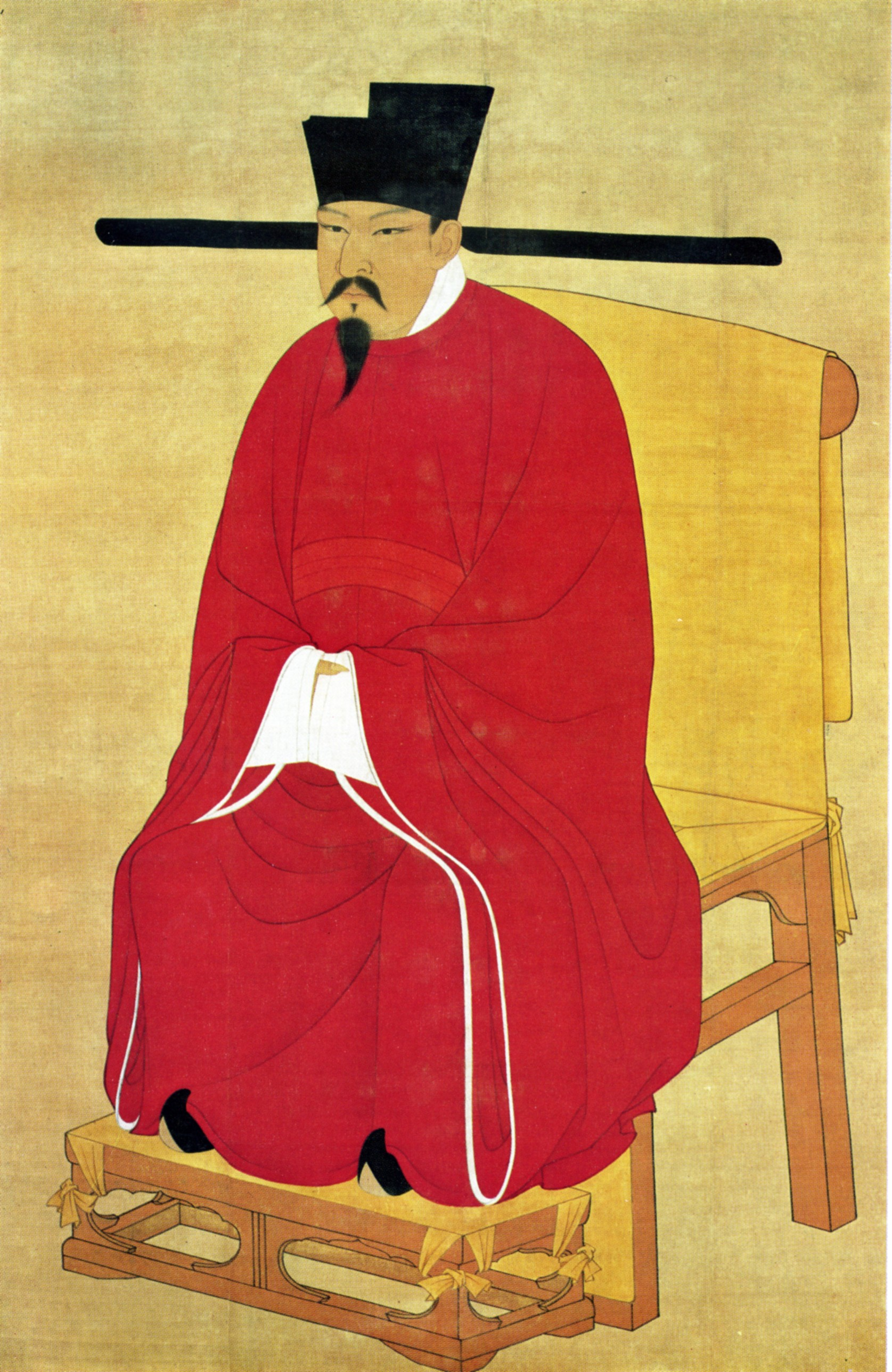
Шэнь-цзун 1067-1085 Император Китая
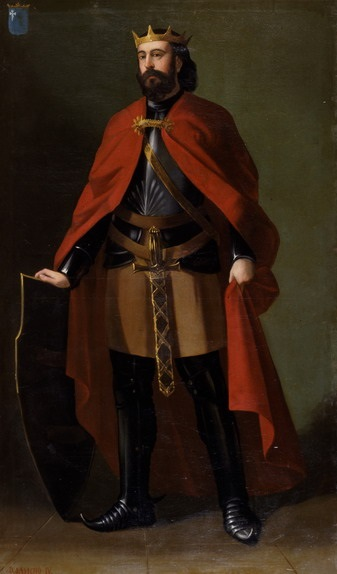
Санчо I 1063-1094 Король Арагона
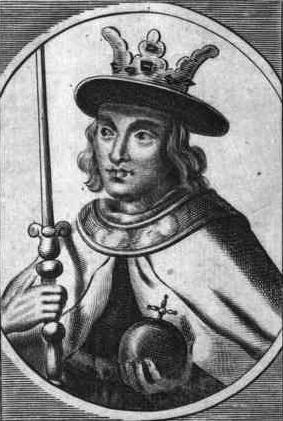
Харальд III 1074-1080 Король Дании
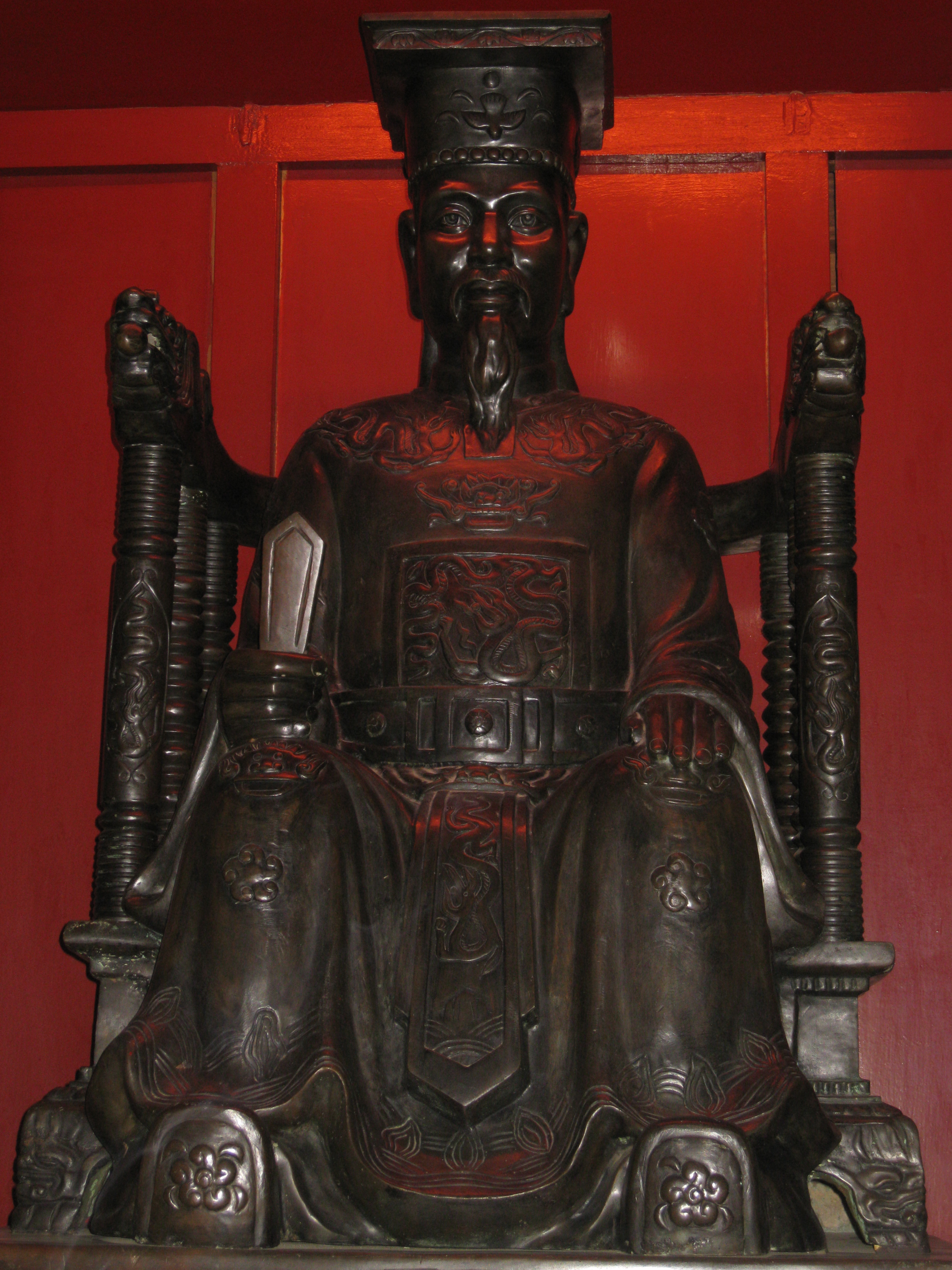
Ли Тхань Тонг 1072-1127 Император Дайвьета
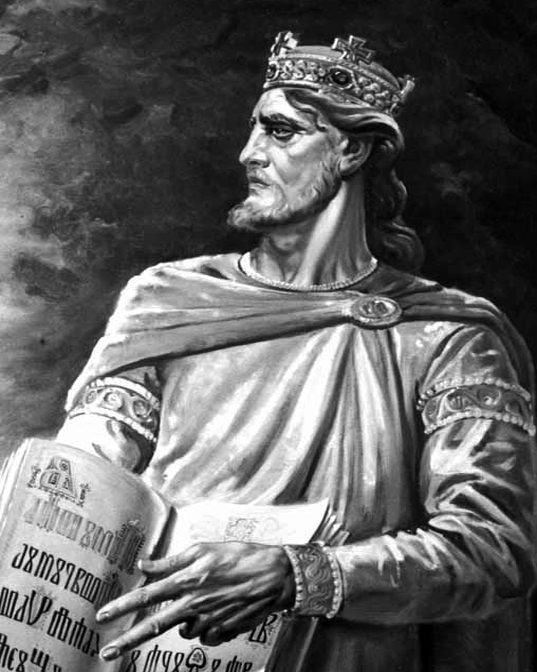
Дмитар Звонимир 1075-1089 Король Хорватии
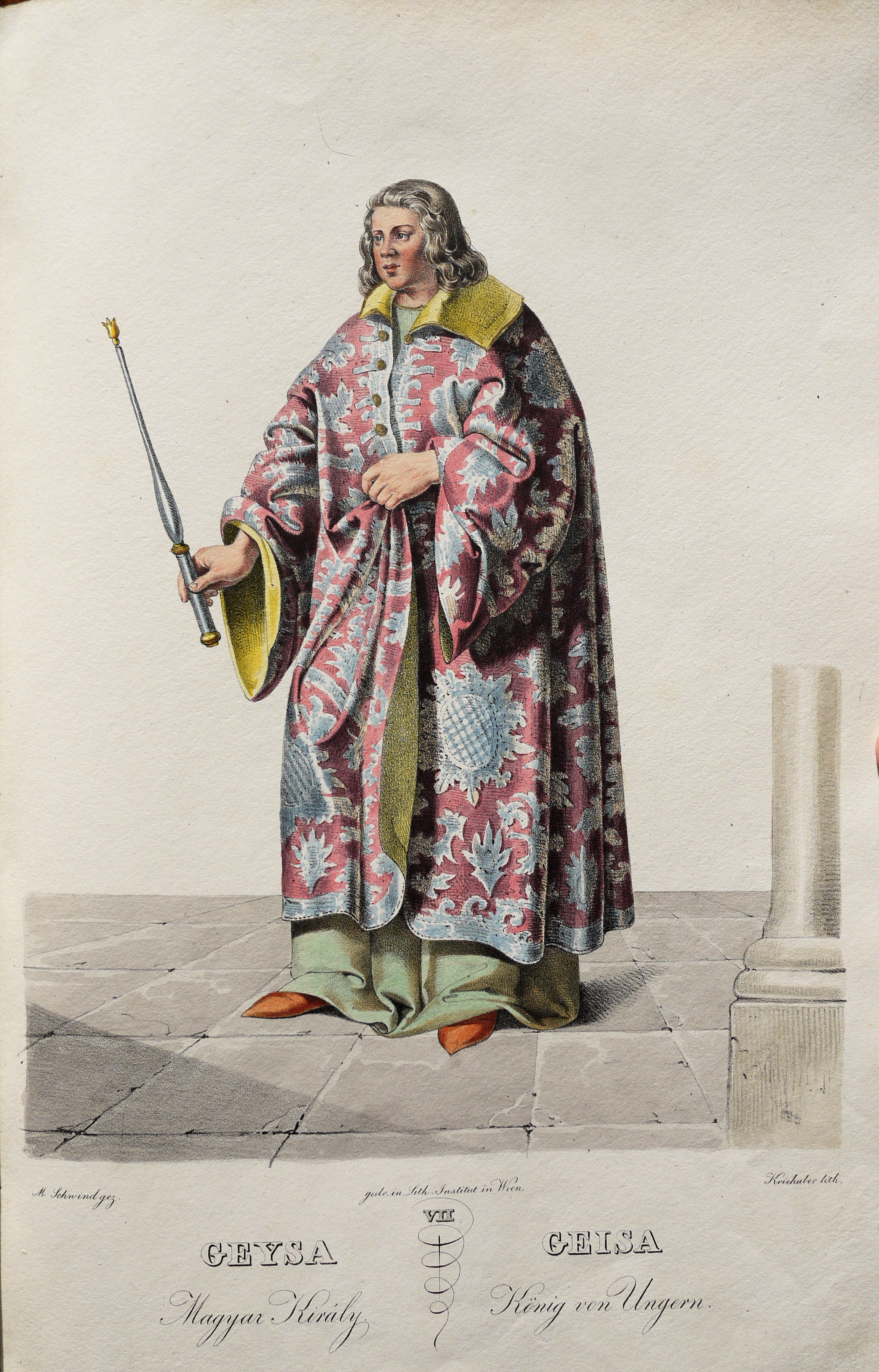
Геза I 1074-1077 Король Венгрии
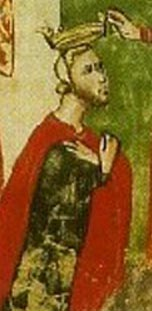
Роберт Гвискар 1059-1085 Герцог Апулии и Калабрии
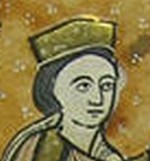
Рамон Беренгер I 1035-1076 Граф Барселоны
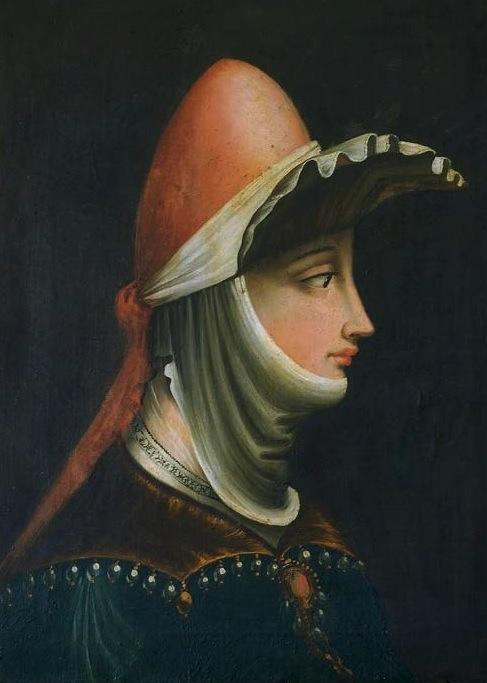
Матильда 1076-1115 Маркграфиня Тосканская
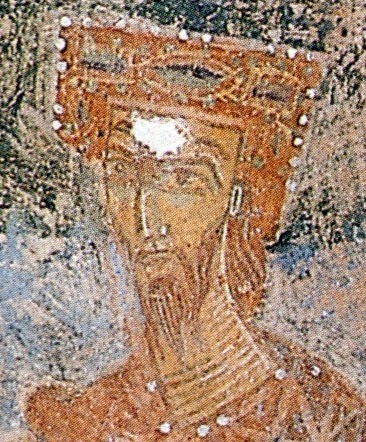
Михайло Воиславлевич 1052-1077 Жупан Дукли
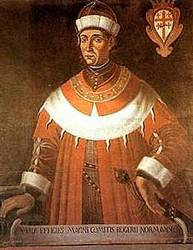
Рожер I 1072-1101 Великий граф Сицилии
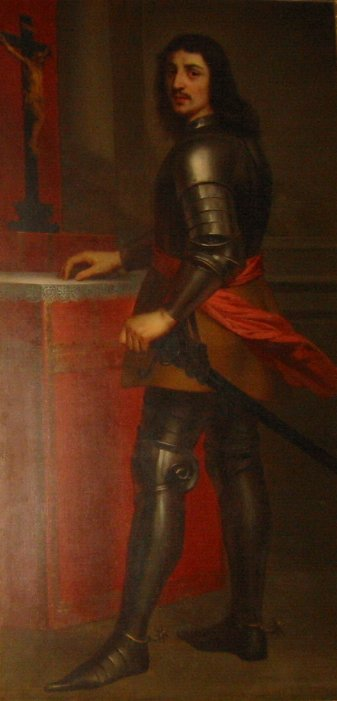
Гильом I Великий 1057-1087 Пфальцграф Бургундский
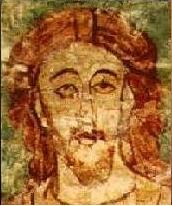
Вратислав II 1061-1086 Князь Чехии
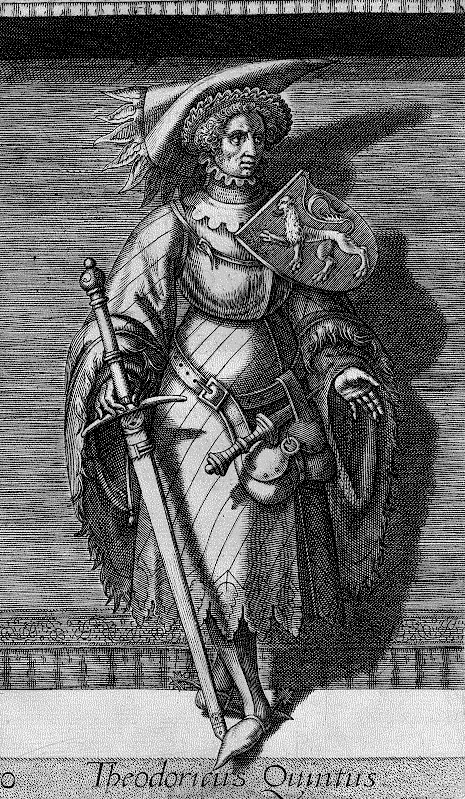
Дирк V 1061-1091 Граф Голландии
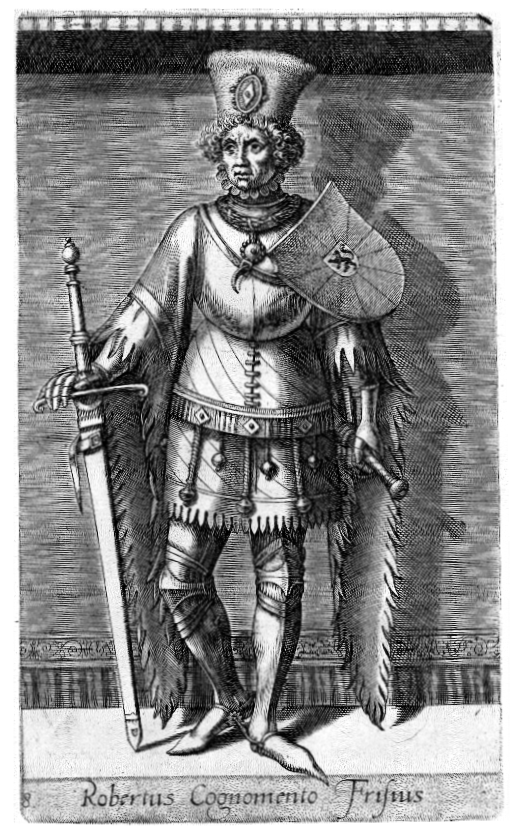
Роберт I 1071-1093 Граф Фландрский
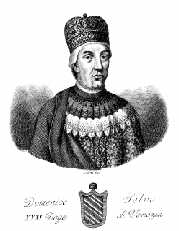
Доменико Сельво 1071-1084 Дож Венеции
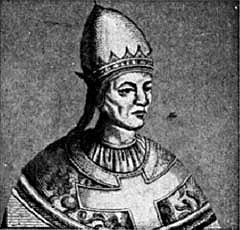
Григорий VII 1073-1085 Папа римский